# St. Apollonia (Großhau)

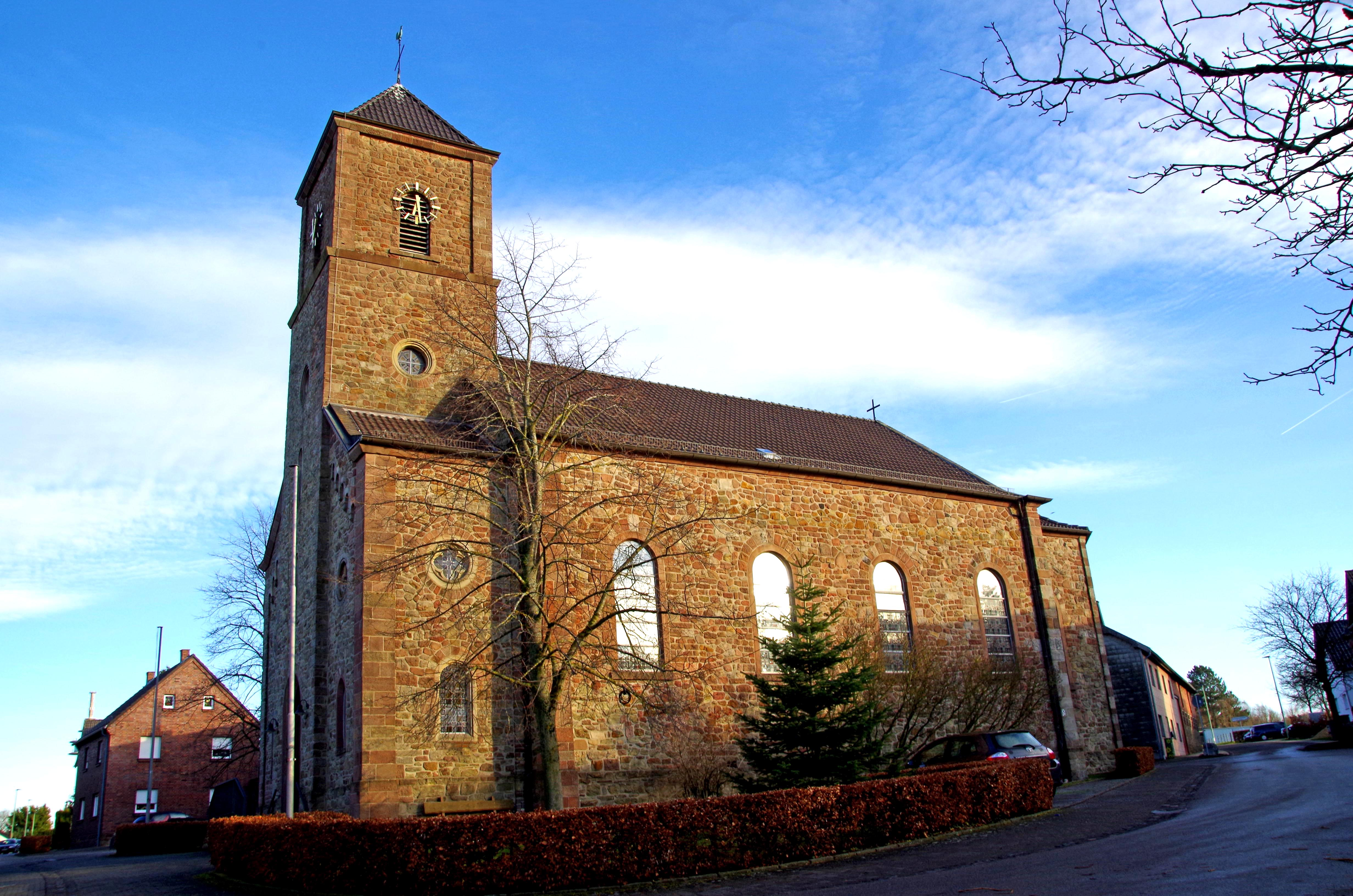
St. Apollonia (Großhau), Westseite

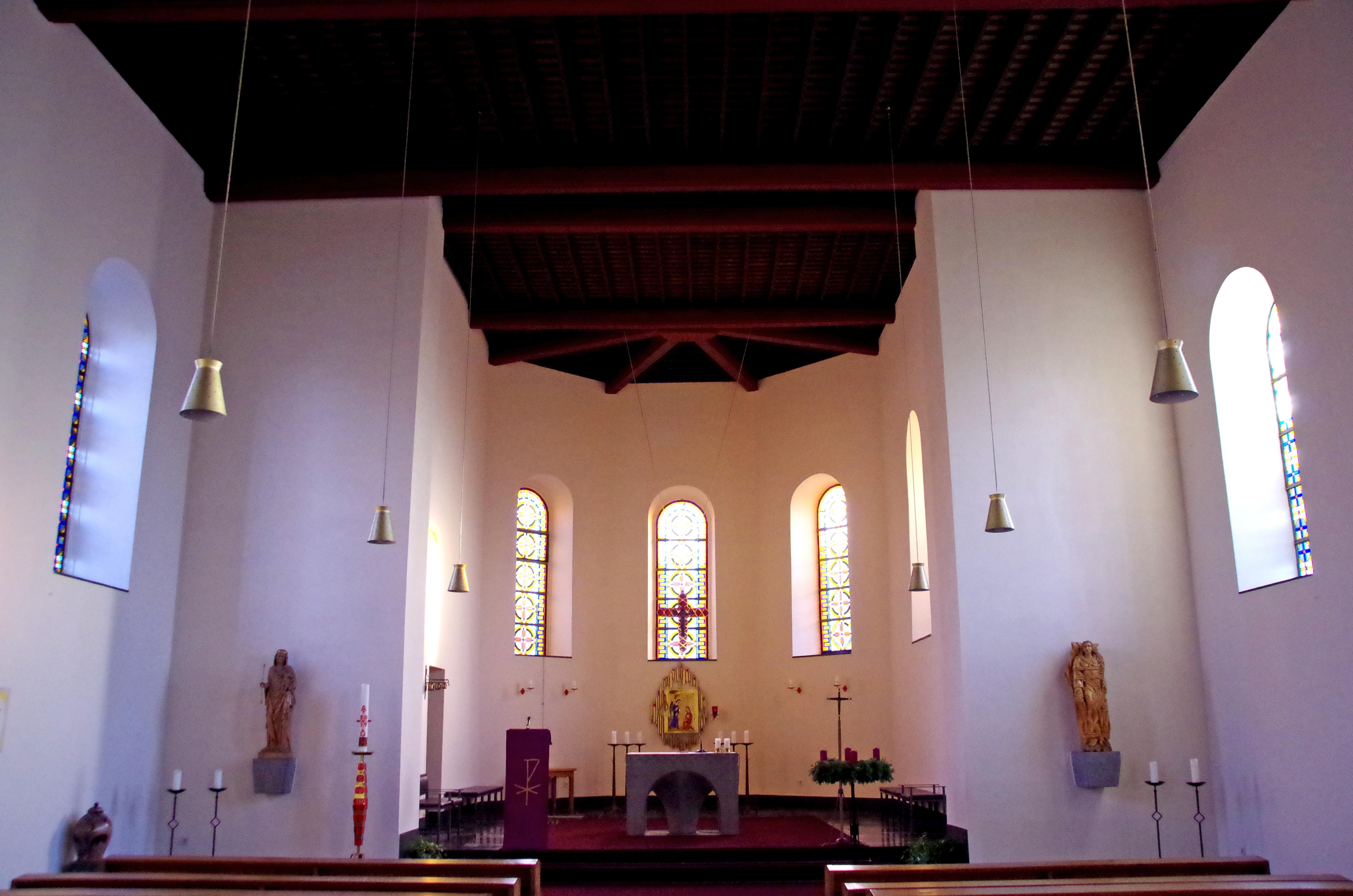
Innenraum mit Blick zum Altar

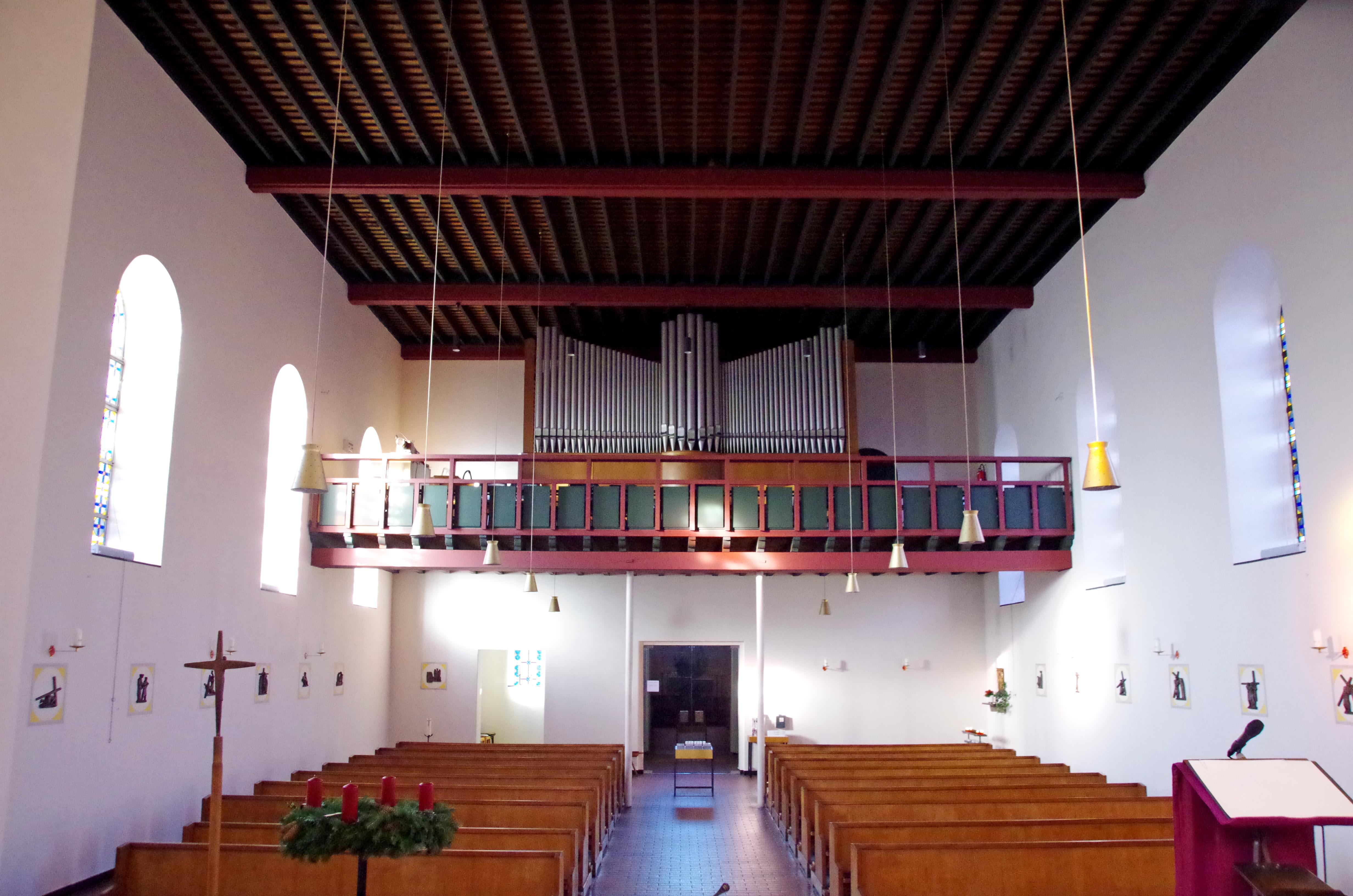
Kirchenschiff mit Blick zur Orgelempore

Die römisch-katholische Pfarrkirche St. Apollonia steht im Ortsteil Großhau der Gemeinde Hürtgenwald im Kreis Düren (Nordrhein-Westfalen).

## Geschichte
Erstmals erwähnt wurde die Kirche im Jahre 1734. Damals gehörte der Ort als Filialkirche zur Pfarre Bergstein. 1804 wurde Großhau eigene Pfarre.
Nach einem Blitzeinschlag im Jahre 1857 wurde 1862 die Kirche zum zweiten Mal neu aufgebaut.
Die Pfarrkirche ist der hl. Apollonia geweiht. Nach dem Zweiten Weltkrieg musste die Kirche neu gebaut werden, da sie bei den Schlachten im Hürtgenwald völlig zerstört worden war. In der heutigen Kirche hat der Turmhahn, der nach dem Krieg aus dem Schutt geboren worden war, seinen Platz bekommen. Seine Durchschüsse von Infanteriemunition und von Granatsplittern sind heute noch sichtbar. Bis 1950 entstand nach Plänen von Architekt Hartmann das heutige Kirchengebäude. Es wurde am 27. Juli 1952 geweiht. 1971 erfolgte eine Erweiterung der Sakristei mit angebautem Aufenthaltsraum für Schüler, die mit dem Fahrzeug zum Unterricht gebracht wurden; Entwurf Architekt Lutz Tappert, Düren. Anschließend wurde die Kirche renoviert und umgestaltet und am 15. April 1978 wurde der neue Altar geweiht.

## Glocken
Quelle: Jachtmann: Glockenmusik in der Region Düren
| Nr. | Name | Durchmesser (mm) | Masse (kg, ca.) | Schlagton (HT-1/16) | Gießer                                               | Gussjahr | Sonstiges                                                                                      |
| --- | ---- | ---------------- | --------------- | ------------------- | ---------------------------------------------------- | -------- | ---------------------------------------------------------------------------------------------- |
| 1   | –    | 840              | 340             | a' +5               | Johan Albert Bellermann, Königsberg (Preußen)        | 1796     | Leihglocke aus der Kirche Heilige Drei Könige, Groß Köllen in Ostpreußen (heute Kolno)         |
| 2   | –    | 800              | 300             | h' -2               | Werner Hüesker; Fa. Petit & Gebr. Edelbrock, Gescher | 1925     | –                                                                                              |
| 3   | –    | 700              | 212             | e" +-0              | –                                                    | 15. Jh.  | Leihglocke aus der Kirche St. Trinitatis, Distelwitz (Niederschlesien) (polnisch: Dziesławice) |
| 4   | –    | 580              | 115             | f" +5               | –                                                    | –        | –                                                                                              |

## Pfarrer
Folgende Priester wirkten bislang als Pfarrer an St. Apollonia:
- –1851: Balthasar Herbertz[3]
- 1851–1856: Wilhelm Heinrich Ruland[4]
- 1856–1865: Johann Gerhard Weber[5]
- 1865–1887: Servatius Philipp Jacobi[6]
- 1887–1895: Friedrich Gimken[7][8]
- 1895–1898: Anton Joseph Hubert Schmelcher
- 1898–?: Adam Schumacher[9]
- 1926–1941: Heinrich Beines
- 1942–1969: Josef Esser
- 1970–1984: Johannes Weber
- 1984–1987: Karlheinz Alders
- 1988–2017: Georg Neuenhofer
- 2017–2023: Axel Lautenschläger
- Seit 2024: Josef Wolff